# Jean-Luc Dehaene
Jean-Luc Joseph Marie Dehaene (Montpellier, 7 agosto 1940 – Quimper, 15 maggio 2014) è stato un politico belga.
È stato due volte Primo ministro del Belgio. Il primo governo è stato in carica dal 1992 al 1995 ed il secondo dal 1995 al 1999. Dopo la fine del suo secondo governo è rimasto senatore fino al 2001, quando è diventato Sindaco di Vilvoorde, una cittadina fiamminga presso Bruxelles. È stato Vicepresidente della Convenzione europea.
Nel corso della sua carriera politica, è stato soprannominato "The Plumber" e "The Minesweeper" per la sua capacità di negoziare con i problemi di natura diplomatica e politica. È stato membro dei Cristiano-Democratici e Fiamminghi (CD&V) e dei suoi antecedenti, Dehaene ha ottenuto il suo primo incarico ministeriale nel 1981, il primo governo Dehaene in carica dal 7 marzo 1992 al 23 giugno 1995 comprendeva un governo di socialdemocratici e cristiano-democratici, il quale presiedette la creazione di una nuova costituzione, efficace, trasformando il Belgio in uno stato federale. Il suo secondo governo in carica dal 23 giugno 1995 al 12 luglio 1999 ha coinciso con una serie di crisi in Belgio compreso lo Scandalo Dutroux. L'Affare della Diossina, che si verificò poco prima delle elezioni del 1999, le quali portarono ad uno swing contro i grandi partiti, facendo sì che il governo di Dehaene cadesse. Dopo il suo ultimo mandato come primo ministro fu attivo in politica sia belga che europea. È stato anche il componente dell'organismo di regolamentazione finanziaria della UEFA e della gestione della Banca Dexia durante la crisi finanziaria.
Nel giugno 2004 è stato eletto al Parlamento europeo.

## Biografia
Dehaene nacque il 7 agosto 1940 a Montpellier, in Francia, quando i suoi genitori immigrarono a causa dell'avanzata dell'esercito tedesco in Belgio e in Francia. Durante i suoi studi presso l'Università di Namur e la Katholieke Universiteit Leuven, è stato membro della Conferenza Olivaint del Belgio. Avanzò il suo ingresso in politica attraverso l'Algemeen Christelijk Werknemersverbond (Unione Generale dei Lavoratori Cristiani; ACW), un sindacato che era strettamente legato al Partito Popolare Cristiano (CVP).
Per lungo tempo la moglie di Dehaene, Celie Verbeke fu considerata nativa dell'Illinois negli Stati Uniti, ma entrambi i suoi nonni paterni e materni erano immigrati belgi. Da quando venne sollevata dai suoi genitori in olandese parlò senza accento straniero, il pubblico belga rimase all'oscuro del suo fondo americano per lungo tempo. È padre di Tom Dehaene, anche'gli politico della CD&V e deputato fiammingo.

## Carriera politica

### Primi incarichi ministeriali
Nel 1981, ricopre il suo primo incarico ministeriale come Ministro degli Affari Sociali e delle Riforme Istituzionali, fino al 1988, quando diventa Vice primo ministro e Ministro delle Comunicazioni e della Riforma Istituzionale nei governi guidati da Wilfried Martens.

### Primo ministro

#### Governo Dehaene I (1992-1995)
Nel 1992, dopo che Guy Verhofstadt e Melchior Wathelet fallirono il piano di governo, Dehaene riuscì a formare una coalizione di governo di Cristiano Democratici e Social Democratici. Questo divenne uno dei governi più importanti del Belgio, perché trasformò con successo il Belgio in uno stato federale nel 1993. Nel marzo 1993, Dehaene chiese al re le dimissioni del suo governo, a causa di opinioni divergenti su come gestire le finanze pubbliche. Tuttavia, entro una settimana le divergenze furono messe da parte.
Dopo la morte di Re Baldovino il 31 luglio 1993, il governo Dehaene esercitò la funzione reale fino all'insediamento del Principe Alberto che prestò giuramento come Re Alberto II, nove giorni dopo.
Nel 1994, Dehaene ordinò il ritiro unilaterale delle truppe belga dal Ruanda dopo il massacro di un numero di caschi blu belga, sollevando così l'ultimo ostacolo al genocidio dei Tutsi. Durante le domande della commissione parlamentare belga a questa decisione ha ripetutamente riconosciuto Nessun rimpianto per la decisione. Fu il principale candidato a sostituire Jacques Delors come Presidente della Commissione europea, ma il primo ministro britannico John Major pose il veto alla nomina. Il primo ministro lussemburghese Jacques Santer invece venne nominato come candidato del compromesso.

#### Governo Dehaene II (1995-1999)

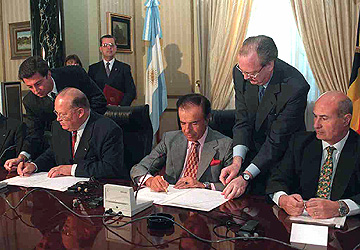
Jean-Luc Dehaene e il Presidente dell'Argentina Carlos Menem il 1º aprile 1997

Il Governo Dehaene II fu composto anche dai democristiani e socialdemocratici. Nonostante il fatto che il governo fu caratterizzato da una serie di crisi politiche e scandali, in particolare il Caso Dutroux, riuscì a servire l'intera legislatura. Durante questo periodo, per il suo lavoro verso una Europa unita, Dehaene ricevette il Vision per l'Europe Award nel 1996. Dehaene portò il Belgio all'utilizzo della moneta euro, e in preparazione per unire la zona euro, il governo Dehaene fu costretto a fare alcune riforme economiche nitide e impopolari. Alcune settimane prima delle elezioni del 1999 scoppiò uno scandalo alimentare, ed entrambi i partiti che governavano persero molto del loro sostegno. Venne così sostituito un nuovo governo, guidato da Guy Verhofstadt.

### Dopo il 1999

#### Carriera politica successiva: Sindaco di Vilvoorde e deputato europeo

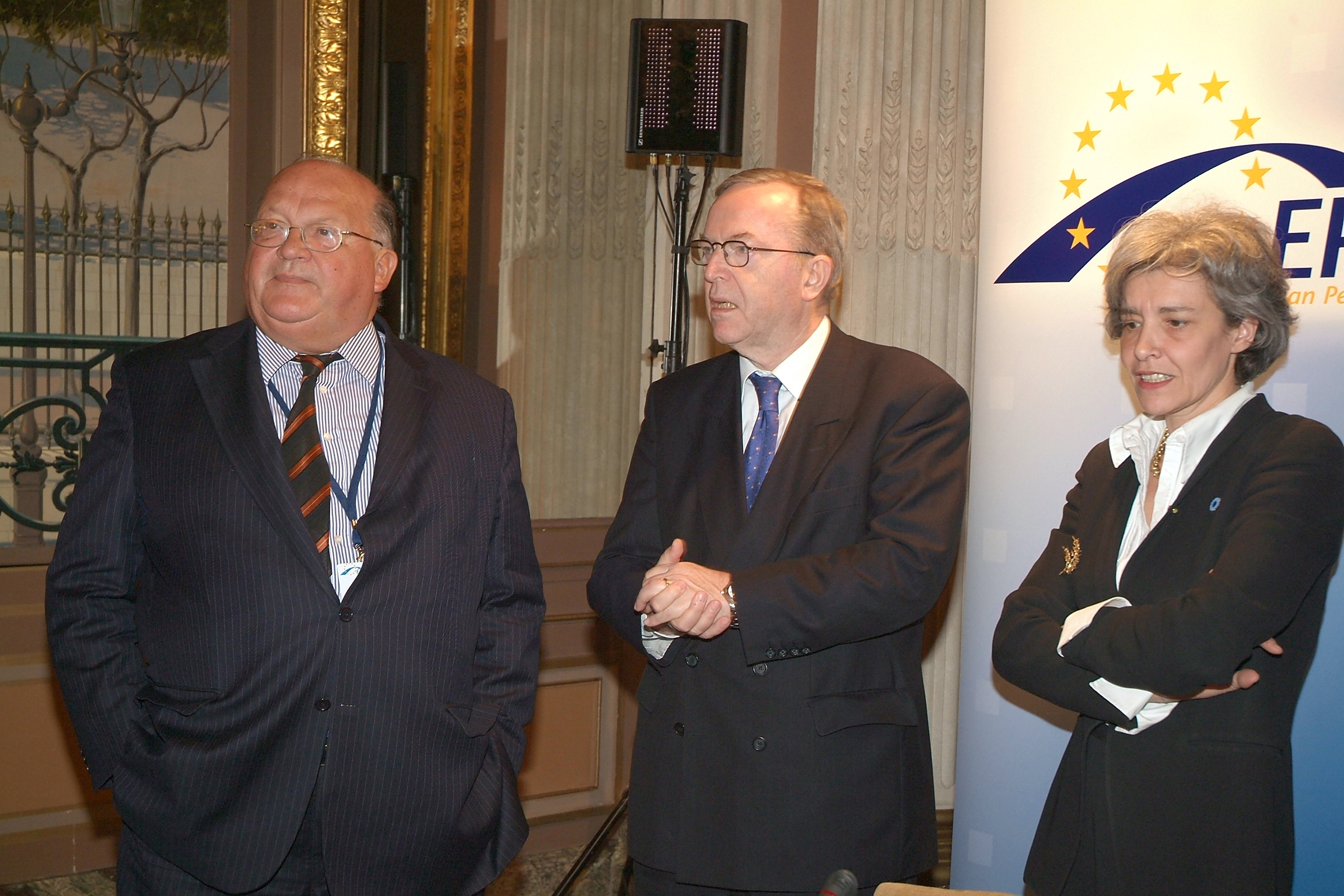
Jean-Luc Dehaene (a sinistra) con Wilfried Martens (al centro) alla Riunione del Partito Popolare Europeo (PPE) nel 2005

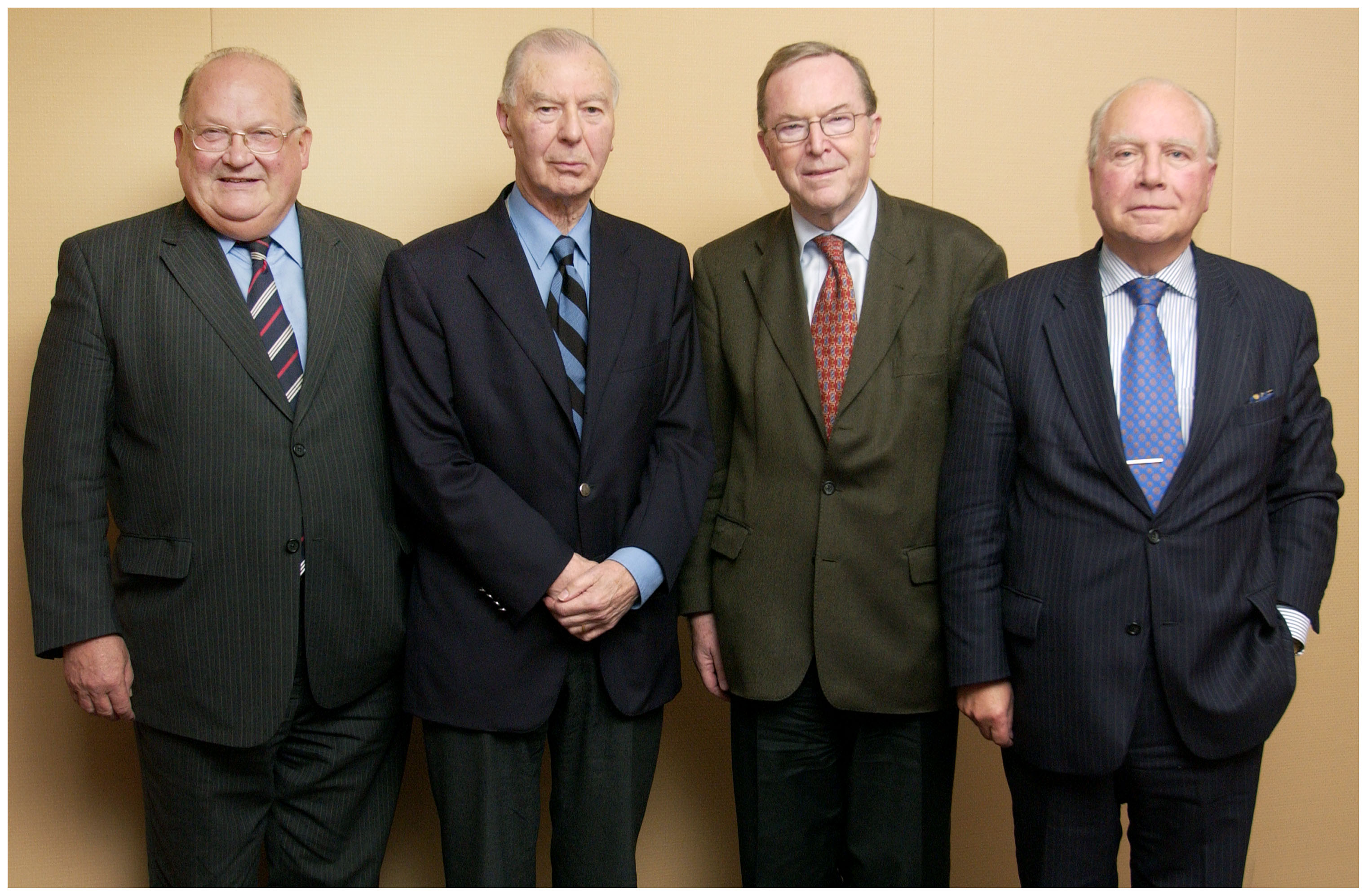
I quattro premier del CVP: v.l.n.r. Jean-Luc Dehaene, Leo Tindemans, Wilfried Martens e Mark Eyskens nel 2005

Tra il 2000 e il 2007, ha assunto l'incarico di Sindaco di Vilvoorde, restituisce la sua cintura sindaco di Vilvorde il 3 agosto 2007 e non occupa quindi più alcuna funzione politica in Belgio. In un'intervista rilasciata a Le Soir, Dehaene crea polemiche respingendo gli attuali problemi del federalismo belga sui francofoni: "Se nel 1932 la Vallonia avesse accettato il regime del bilinguismo, il Belgio non sarebbe quello che è. Oggi."  Su richiesta del suo partito, la CD&V, fu ancora una volta presente come candidato durante le elezioni del 2003, ma non vi fu chiaramente l'intenzione di diventare primo ministro, in quanto venne messo come ultima persona sulla lista del partito. Nel giugno 2004 e di nuovo nel giugno 2009, Jean-Luc Dehaene venne eletto al Parlamento europeo per la CD&V all'interno del centro-destra nel gruppo del Partito Popolare Europeo (PPE). Nel 2003, è stato insignito del Vlerick Award.
Dopo le elezioni belga del 2007, Dehaene è stato nominato come mediatore nel processo di formazione di un nuovo governo. È stato anche chiamato a contribuire ai negoziati di tutto il distretto Bruxelles-Halle-Vilvoorde. Ha scritto le sue memorie che sono state pubblicate nel 2012.

### Nomina come mediatore del Re nel luglio 2007
Dopo il giro di consultazioni con i colloqui esplorativi dell'informatore Didier Reynders, il 5 luglio 2007, Deahene è stato nominato da re Alberto II, come responsabile del comando e della negoziazione della mediazione, per aprire la strada alla nomina di un formateur. Il 15 luglio, completò la sua missione, dopodiché il membro del partito, Yves Leterme, fu nominato formateur.
Nelle sue stesse parole, Dehaene ha visto questa missione di mediazione come una "missione impossibile". Ha menzionato "la sua grande lealtà verso il partito, la CD&V" come la ragione per cui ha accettato la missione.

### Commissario reale
Alla fine del novembre 2009 Dehaene ha ricevuto un nuovo incarico politico come commissario reale con una missione ben definita. Dehaene è stato incaricato di sviluppare un piano che sarebbe servito come base per i negoziati comunitari che sarebbero stati guidati da Yves Leterme. Le contraddizioni comunitarie tra Fiamminghi e Valloni hanno "accolto favorevolmente" il governo dopo le elezioni del 2007. Tuttavia, i negoziati sono falliti e, pochi giorni dopo, il governo è caduto.

## Altre attività

### Fair play finanziario UEFA
Dehaene è stato anche l'esecutore capo dell'associazione di calcio, UEFA, come fair play finanziario (FFP). Nel 2011, è stato coinvolto in un'indagine del Manchester City su irregolarità di sponsorizzazione.

### Dexia
Nell'ottobre 2008 Dehaene, che in precedenza era stato direttore della InBev, divenne presidente della Banca Dexia, una banca belga-francese. Con la banca in difficoltà a causa della crisi finanziaria, gli fu chiesto di guidare l'azienda attraverso un periodo difficile che descrisse come una "missione impossibile". Perché avendo avuto una vasta esperienza politica si pensava che avrebbe potuto far fronte alla percezione negativa dell'istituto finanziario Dexia a causa della crisi finanziaria. Le sue connessioni politiche aiutarono la Banca Dexia ad assicurare garanzie di finanziamento fino a € 90000000000 forniti principalmente dal governo belga. Nel 2012, la Dexia Belgio diventò Belfius.

## Morte
Il 15 maggio 2014 Dehaene muore dopo una caduta, mentre era in vacanza a Quimper, in Francia. Gli era stato diagnosticato un cancro al pancreas all'inizio dello stesso anno e non era in cerca di una rielezione come deputato nelle elezioni del 2014, per motivi di salute. Aveva 73 anni.
All'indomani della sua morte, ha ricevuto omaggi dall'incaricato primo ministro belga Elio Di Rupo, che lo ha descritto come un "statista eccezionale". I tributi sono stati fatti anche da Guy Verhofstadt, dal Presidente del Parlamento europeo Martin Schulz e dal Presidente della Commissione europea José Manuel Barroso.
Il feretro è stato esposto nel municipio di Vilvoorde a cui si sono congiunti Re Alberto II e il Ministro-Presidente delle Fiandre Kris Peeters per fare le loro condoglianze.

## Curiosità
Dehaene era un tifoso appassionato, e considerato come una parte importante dell'identità nazionale belga. Era un sostenitore del Club Brugge KV.

## Pubblicazioni
- Sleutels voor morgen, Esopus, Hasselt, 1995, 111 p.
- Sporen naar 2000, Icaro, Anversa, 1999, 173 p.
- Er è nog leven na de 16, Van Halewyck, Leuven, 2002, 208 p.
- De Europese Uitdaging: van uitbreiding tot Integratie, Van Halewyck, Leuven, 2004, 237 p.

## Riconoscimenti
- Ministro di Stato: 1999